# Botschaft Paraguays in Berlin

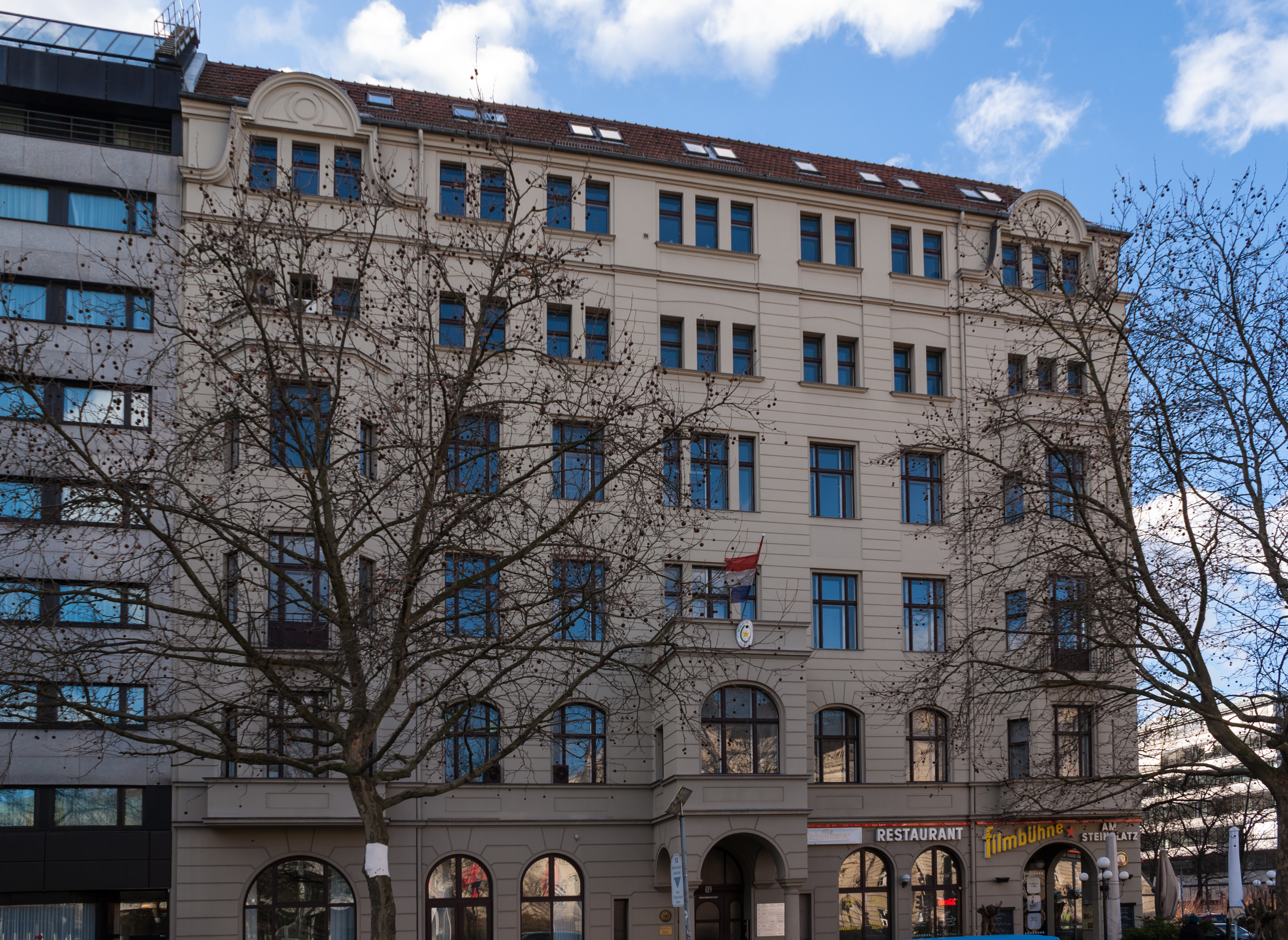
Botschaftsgebäude Hardenbergstraße 12

Die Botschaft Paraguays in Berlin ist die diplomatische Vertretung der Republik Paraguay in Deutschland. Sie hat ihren Sitz in der Hardenbergstraße 12 im Ortsteil Charlottenburg des Bezirks Charlottenburg-Wilmersdorf.
Botschafter ist seit dem 4. September 2024 Ramón Fernando Acosta Díaz.
Paraguay unterhält ein Generalkonsulat in Frankfurt am Main, ein Honorargeneralkonsulat in Hamburg sowie Honorarkonsulate in München und Stuttgart.

## Geschichte der diplomatischen Beziehungen
Am 1. Oktober 1952 nahmen Paraguay und die Bundesrepublik Deutschland diplomatische Beziehungen auf. Die Botschaft hatte ihren Sitz in der Uhlandstraße 32 in Bonn-Bad Godesberg. Wegen des Umzugs von Bundestag und Regierung nach Berlin verlegte auch die Botschaft Paraguays ihren Sitz im April 2001 in die neue deutsche Hauptstadt in die Hardenbergstraße 12 in Berlin-Charlottenburg.
Zwischen Paraguay und der DDR bestanden keine diplomatischen Beziehungen.

## Gebäude
Das fünfgeschossige Wohn- und Geschäftshaus in der Hardenbergstraße 12 in Berlin-Charlottenburg entstand 1903 nach Entwürfen der Architekten Heinrich Kayser und Karl von Großheim. Nach dem Zweiten Weltkrieg wurde das beschädigte Haus nach Plänen der Architekten Max Taut und Franz Hoffmann wieder aufgebaut. 1981 ließen die Besitzer eine vereinfachte Adaption der einstigen Fassade des Gebäudes vornehmen. Die Botschaft Paraguays befindet sich im zweiten Obergeschoss.
Von 1950 bis 2003 befand sich im Gebäude die Filmbühne am Steinplatz, das erste Programmkino Deutschlands.